# Lars Olsson (fotbolls- och handbollsspelare)
Lars "Slaktarn" Olsson, född 28 september 1938, död 27 juni 2023, var en svensk fotbolls- och handbollsspelare.

## Biografi
Olsson växte upp i Uddevalla, där hans far var slaktare, och det var därifrån han fick sitt smeknamn. Han började spela boll i Högsäters GF norr om Vänersborg och gick sedan vidare till IFK Uddevalla. Han kombinerade där fotbollen med handbollsspel i GF Kroppskultur, innan han 1956 flyttade till Göteborg för att studera till teknikingenjör. I samband med detta bytte han klubb i fotboll till Gais och i handboll till Redbergslids IK.
Olsson var mycket spelskicklig och hade bra fotarbete. Med Gais spelade han sammanlagt 50 matcher under fem säsonger, och gjorde sammanlagt 9 mål. Han var med i truppen som vann SM-brons 1956/1957, och stärkte som vänsterinner upp anfallet under Gais svaga säsong i division II 1960. Han lämnade Gais efter säsongen 1961, och fortsatte sedan i Västra Frölunda IF, där han blev en förgrundsfigur både inom fotboll och handboll.